# Copelatus enganensis
Copelatus enganensis är en skalbaggsart som beskrevs av Guignot 1940. Copelatus enganensis ingår i släktet Copelatus och familjen dykare. Inga underarter finns listade i Catalogue of Life.